# Zbudské Dlhé
Zbudské Dlhé est un village de Slovaquie situé dans la région de Prešov.

## Histoire
Première mention écrite du village en 1414.

## Démographie

### Évolution de la population
| Année:               | 1994. | 2004.    | 2014.    | 2024.    |
| -------------------- | ----- | -------- | -------- | -------- |
| Nombre de personnes: | 467   | 587      | 707      | 828      |
| Différence:          |       | +25,69 % | +20,44 % | +17,11 % |

| Année:               | 2023. | 2024.   |
| -------------------- | ----- | ------- |
| Nombre de personnes: | 796   | 828     |
| Différence:          |       | +4,02 % |